# وداد إلما
وداد إلما (بالفرنسية: Ouidad Elma)‏ هي ممثلة مغربية-فرنسية، تنحدر من قبيلة صنهاجة السراير في جبال الريف بالمغرب.

## مسيرتها
بدأت إلما التمثيل عندما كانت في السادسة من عمرها، انضمت إلى شركة المسرح في باريس وبدأت تُمثل باحتراف في سن السادسة عشرة. لعبت دورها الأول في فيلم "Saison d'étre" من إخراج Renaud Bertrand، بعد ذلك لعبت دور البطولة في الفيلم الفرنسي "Plan B" من إخراج كامل صالح. ثم انتقلت إلى المغرب وتابعت مهنتها في التمثيل من خلال لعب أدوار رائدة في عدة الأفلام، مثل «جناح الهوى» و «الزيرو».

## أعمالها

### أفلام
- 2011: جناح الهوى
- 2011: عاشقة من الريف
- 2012: الزيرو
- 2018: أمين

### مسلسلات
- 2021: سولو دموعي
- 2022: جروح
- 2023: كازا ستريت

## روابط خارجية
- وداد إلما على موقع IMDb (الإنجليزية)
- وداد إلما على موقع ألو سيني (الفرنسية)
- وداد إلما على موقع قاعدة بيانات الفيلم (الإنجليزية)